# 寅年現象
寅年現象（とらどしげんしょう）とは寅年の参議院議員通常選挙において、投票率が上昇する現象。

## 概要
寅年は参議院選挙が行われ、また統一地方選挙を1年後に控える年である。1947年に参院選と統一地方選が同じ年に行われて以降、統一地方選挙は4年に1度、参議院選挙は3年に1度行われている。そのため4と3の最小公倍数である12年に1度、「来春の統一地方選挙を控える夏の参議院選挙」が行われていて、それが寅年にあたる。亥年選挙の3年後となる。
寅年の参議院選挙は翌年に統一地方選挙を控えており、地方政治家たちは自分と距離が近い人物が参議院議員になることができれば、来年の統一地方選挙で自分たちが勝利しやすくなるため、参議院選挙で力を入れて運動をするようになる。地方政治家たちが参議院選挙に力を入れることによって、参議院選挙の投票率が上昇するとされる。
命名者は朝日新聞記者の石川真澄。
日本国憲法施行後の寅年には1950年・1962年・1974年・1986年・1998年・2010年・2022年がある（次回は2034年）。このうち1986年には、衆議院議員総選挙もあわせて実施された（衆参同日選挙）。
1998年までの5回の選挙と2022年は、前回又は次回の通常選挙に比べ投票率は上がったが、2010年の参院選では前回の2007年の参院選に比べ投票率が下がった。
なお、寅年にはアメリカ合衆国で中間選挙が行われるため、アメリカの政治にとっても重要な年となる。
寅年の参院選のうち、衆参同日選挙となった1986年の参院選は自由民主党が圧勝した。1998年の参院選では当時の首相橋本龍太郎の経済政策の迷走で自民党が惨敗し、内閣総辞職に追い込まれた。2010年の参院選では、直前に鳩山由紀夫が普天間基地移設問題の責任を取って首相を辞任し、民主党は議席を減らした。2022年の参院選では投票日直前に安倍晋三銃撃事件が発生、弔い選挙となった自民党は単独で改選過半数を獲得する大勝利をおさめた。

## 関連書籍
- 石川真澄『戦後政治史 新版』（岩波新書、2004年）